# Christina Billotte
Christina Billotte is een Amerikaans zangeres en gitariste. Ze speelde een rol in de punkscene in de staat Washington aan het begin van de jaren 1990. Zo maakte ze kort deel uit van de riot grrrl-rockband Bratmobile. Venus Zine riep haar in 2008 uit tot een van 46 van de beste vrouwelijke gitaristen ter wereld.

## Biografie
Billotte richtte in 1989 de band Hazmat op, samen met Melissa Berkoff. Twee jaar later ging de band met de nieuwe leden Nikki Chapman en Mary Timony als kwartet verder onder de naam Autoclave. In hetzelfde jaar voegde Billotte zich kortstondig en zijdelings bij de los-vaste bezetting van Bratmobile, een band uit de eerste generatie van de riot grrrl-beweging.
Ze had haar eerste optreden als soloartiest in 1991 tijdens de eerste nacht van International Pop Underground (IPU), een zesdaagse indierockconventie in Olympia in de Amerikaanse staat Washington. Die eerste nacht van IPU, van 20 op 21 augustus, bleek een belangrijk moment voor de riot grrrl-beweging en zou later bekend worden als Girl Night.
In juni 1992 richtte Billotte de punkband Slant 6 op, die volledig uit vrouwelijke leden bestond. Zij gaven twee albums uit op het onafhankelijke platenlabel Dischord Records. Toen de band in 1995 samen met Fugazi tourde door het Verenigd Koninkrijk, werd Slant 6 opgeheven. Volgens Billotte wilde Marge Marshall (drums, trompet) niet langer deel uitmaken van een band en had Myra Power (bas, zang) besloten om te verhuizen naar Hollywood. De laatste show van de band was in Leeds.
Billotte richtte in 1997 de band Quix*o*tic op, samen met bassist Brendan Majewski en haar zus Mira op drums. Na twee albums werd de band opgeheven in 2002. Nog dat jaar sloot ze zich aan bij Casual Dots.
Gedurende de jaren 1990 bracht ze enkele singles uit van Autoclave en The Norman Mayer Group op het door haar opgerichte label Mira Records.